# 華尤阿
華尤阿（西班牙語：Juayúa），是薩爾瓦多的城鎮，位於該國西部，由松索納特省負責管轄，面積103.06平方公里，海拔高度975米，2007年人口24,465，人口密度每平方公里237.39人。